# 坂田直樹
坂田 直樹 (さかた なおき、1981年 - )は日本の現代音楽の作曲家である。

## 略歴
1981年、京都府生まれ。2007年、愛知県立芸術大学を首席で卒業後、渡仏し、翌2008年にエコールノルマル音楽院で高等ディプロマを取得。2013年にパリ国立高等音楽院の作曲科でステファノ・ジェルヴァゾーニに師事。
2017年から2018年にかけて、彼の管弦楽作品「組み合わされた風景」が武満徹作曲賞、尾高賞、芥川作曲賞の3つの作曲賞を受賞した。1作品による3つの作曲賞の受賞は先述の3つの賞の歴史上初である。
2020年4月から2023年5月まで、名古屋フィルハーモニー交響楽団の3代目コンポーザー・イン・レジデンスを務めた。

## 受賞歴
- 入野賞 (2015年、光の化石[6])
- 武満徹作曲賞 (2017年、組み合わされた風景[2])
- 尾高賞 (2018年、組み合わされた風景[3])
- 芥川作曲賞 (2018年、組み合わされた風景[4])

## 主要作品

### 管弦楽作品
- 組み合わされた風景 (2016)
- 手懐けられない光 (2020)
- 拍動する流れ (2020)
- 彩られた影 (2024[7])

### 協奏曲
- ミラージュ・ソング (2017-2018、アコーディオンと10人の楽器奏者のための協奏曲)
- ミラージュ・ラインズ (2019、トランペットと弦楽合奏のための協奏曲)
- 水の鏡 (2021[8])

### 室内楽作品
- 光の化石 (2013-2014)
- 胞子 (2018)
- 逃亡する炎 (2020)